# Följdaffär
Följdaffär inom handel och industri innebär, att en försäljning av exempelvis en kontorskopiator för med sig regelbundna följdaffärer i form av tonerkassetter, dupliceringspapper, servicebesök, support och reservdelar.  Det är således här samma säljare och samma köpare av såväl den ursprungliga produkten som av de produkter, som ingår i följdaffärerna.

## Fastighetsmäklares följdaffärer
Fastighetsmäklares följdaffärer skiljer sig väsentligt från ovanstående typer av följdaffärer. I samband med ett förmedlingsuppdrag av ett objekt (en villa eller bostadsrätt) mottager mäklaren själv eller mäklarens företag pengar eller annat av värde jämväl från andra parter än den ursprunglige uppdragsgivaren (klienten, huvudmannen). Uppdragsgivaren är normalt säljaren av objektet.  Ibland är denne uppdragsgivare medveten om att mäklaren betingar sig sidoinkomster, men oftast torde uppdragsgivaren vara helt ovetande om de extrainkomster, som mäklaren eller dennes företag erhåller, som en direkt följd av det ursprungliga uppdraget.  
I lagstiftningssammanhang har man använt termen ”förtroenderubbande sidoverksamhet” för följdaffärer och vissa andra typer av affärer. Ett exempel på detta kan vara att en mäklare inte säljer till den högstbjudande parten utan bara till den som går med på mäklarens krav att också få sälja köparens gamla bostad, så att mäklaren kan lyfta två arvoden i stället för ett.
Andra exempel är förmedlingsprovisioner från en bank till mäklarens företag för att mäklaren förmått köparen av objektet att taga ett lån i banken. Det kan även gälla förmedlingen av en försäkring från ett försäkringsbolag. Till denna kategori hör även anvisningsprovisioner från flyttfirmor, städfirmor och byggbolag. Det kan även inträffa, att mäklaren själv (eller närstående) innehar ett byggföretag, som säljer en obebyggd tomt (på uppdrag av en tomtägare) och separat en husbyggsats, för tomtens bebyggande. I samtliga uppräknade fall kan finnas anledning till oro, att mäklaren eventuellt styrs av andra hänsyn än att på bästa sätt utföra själva förmedlingsuppdraget.
Tidigare har lagstiftaren absolut förbjudit allehanda följdaffärer. I Justitiedepartementets proposition öppnar man dock för att tillåta följdaffärer om blott det är fråga om begränsade belopp och att affärerna redovisas öppet och ej är hemliga.  Bland skilda mäklare och bland allmänheten finns skilda uppfattningar om det lämpliga i detta och det är därför tänkbart, att följdaffärer även i fortsättningen kommer att tillhöra den förbjudna sektorn. Frågan har uppmärksammats i talrika tidningsartiklar åren 1987 - 2010. 
Advokater och fastighetsmäklare delar på monopolet, att få bedriva fastighetsförmedling. En advokat är skyldig sin klient trohet och lojalitet. Det innebär, att advokaten inte får taga emot ett arvode eller annan ersättning från någon annan än klienten och absolut inte från klientens motpart.